# Thuwayni ibn Said
Thuwayni ibn Said al Bu Said född 1821 i Muscat, Oman, död 11 februari 1866 i Sohar, var Omans sultan 1856–1866. Han efterträdde Said ibn Sultan men blev mördad i sömnen av sin äldste son Salim ibn Thuwayni, som efterträdde honom på tronen.